# AF Водолея
AF Водолея (лат. AF Aquarii) — двойная затменная переменная звезда (E) в созвездии Водолея на расстоянии приблизительно 3259 световых лет (около 999 парсеков) от Солнца. Видимая звёздная величина звезды — от +16m до +15,1m.

## Характеристики
Первый компонент — жёлтая звезда спектрального класса G. Эффективная температура — около 5403 К.